# Cairn con cámara

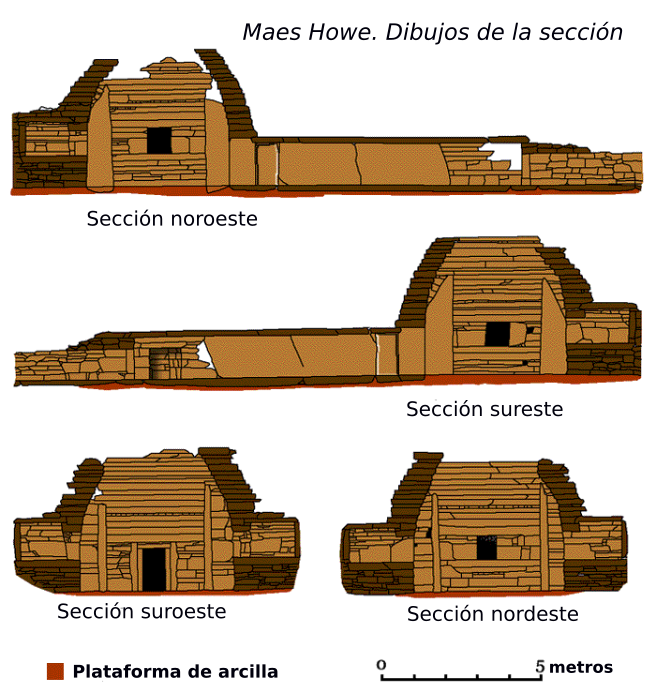
Secciones transversales de Maeshowe

Un cairn con cámara es un monumento funerario, generalmente construido durante el Neolítico, que consta de una cámara considerable (generalmente de piedra) alrededor y sobre la cual se construyó una pila de piedras. Algunos cairn con cámaras también son tumbas de corredor . Se encuentran en Gran Bretaña e Irlanda, con el mayor número en Escocia .
Normalmente, la cámara es más grande que una cista y contendrá una mayor cantidad de enterramientos, que son huesos excarnados o inhumaciones (cremaciones). La mayoría estaban situadas cerca de un asentamiento y sirvieron como "cementerio" de esa comunidad.

## Escocia

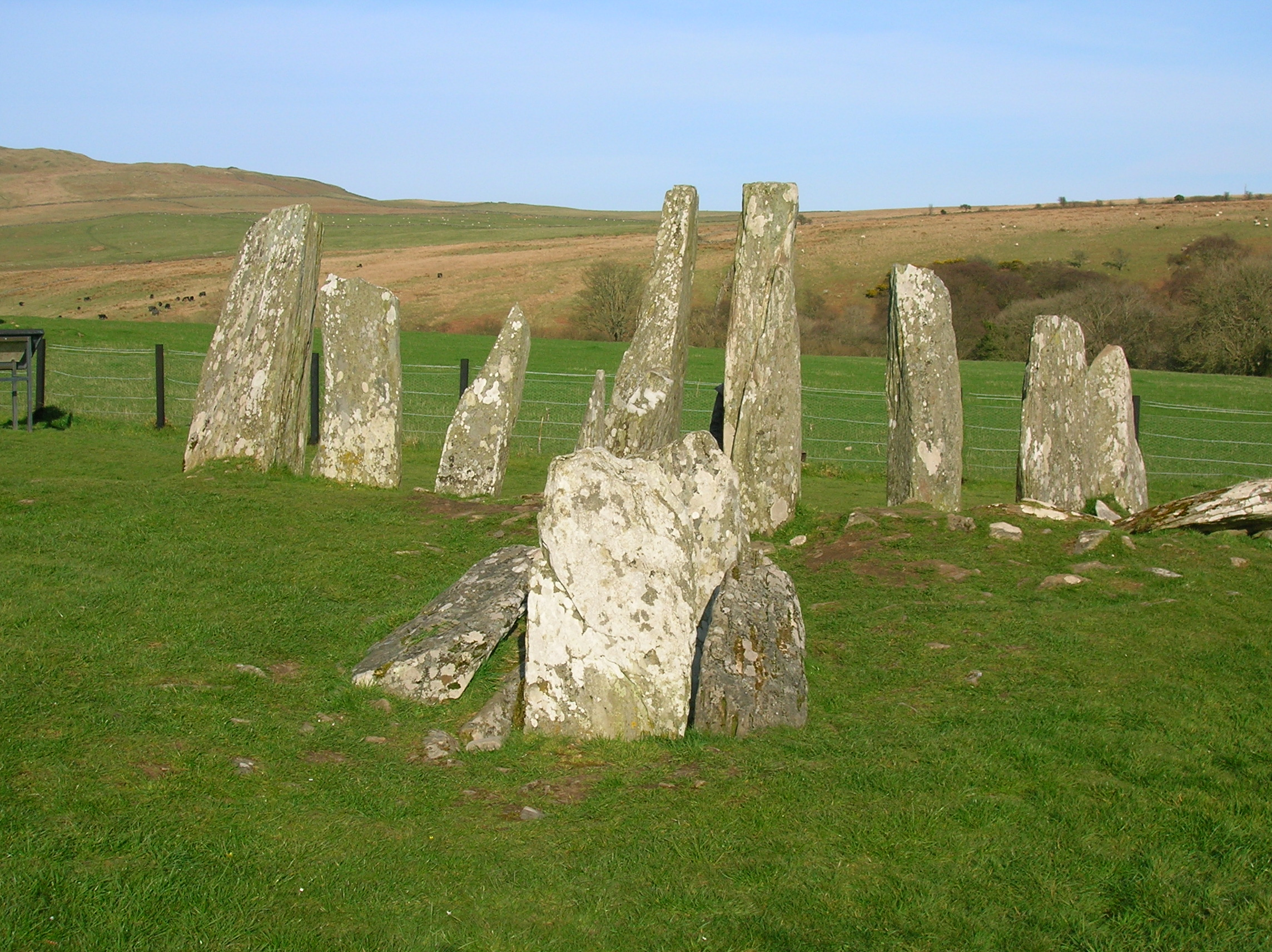
Cairn de Holy I., Galloway

### Antecedentes
Durante el Neolítico temprano (4000–3300 aC) las formas arquitectónicas están altamente regionalizadas con monumentos de madera y tierra que predominan en el este y cairns con cámaras de piedra en el oeste. Durante el Neolítico posterior (3300-2500 a. C.) surgen recintos circulares grandes y el uso de cerámica ranurada y cerámica Unstan. Escocia tiene un número particularmente grande de cairns de cámara; se encuentran en varios tipos diferentes que se describen a continuación. Junto con las excavaciones de asentamientos como Skara Brae, Links of Noltland, Barnhouse, Rinyo y Balfarg y el complejo sitio de Ness of Brodgar, estos cairns proporcionan importantes indicios del carácter de la civilización de Escocia en el Neolítico.
En las primeras fases, los huesos de numerosos cuerpos suelen encontrarse juntos y se ha argumentado que esto sugiere que, al menos en la muerte, se restó importancia a la condición de los individuos. Durante el Neolítico tardío se construyeron sitios llamados henges y los entierros individuales comenzaron a ser más comunes; para la Edad de Bronce es posible que incluso donde todavía se estaban construyendo los cairns con cámara se hayan convertido en los lugares de enterramiento de individuos prominentes en lugar de comunidades en su conjunto.

### Cairnscon patio de Clyde-Carlingford

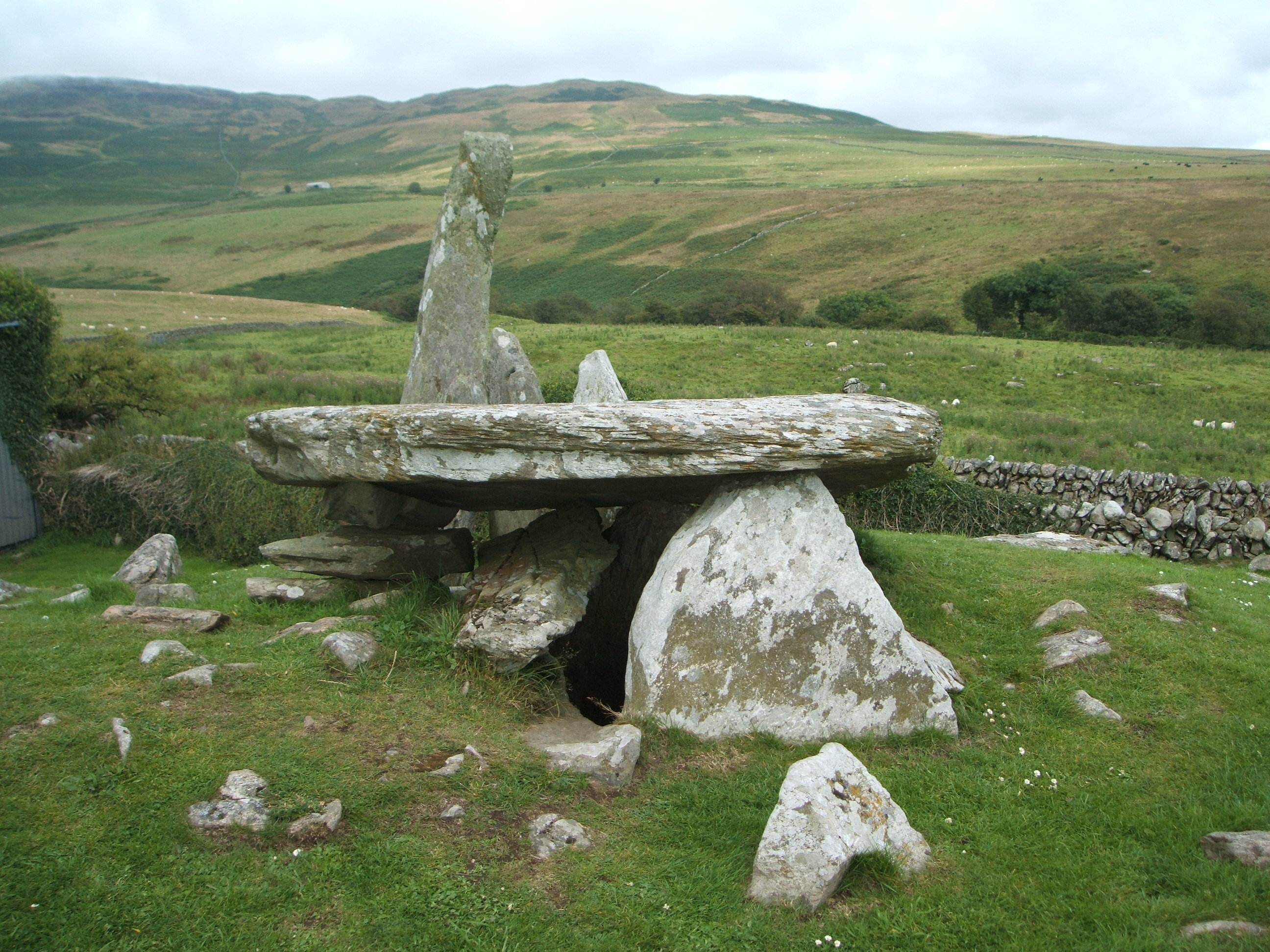
Cairnholy II : un cairn con cámara cerca de Newton Stewart.

El tipo Clyde o Clyde-Carlingford se encuentra principalmente en el norte y oeste de Irlanda y en el suroeste de Escocia. Se identificaron por primera vez como un grupo separado en la región del estuario de Clyde, de ahí su nombre. Más de 100 han sido identificados sólo en Escocia. Al carecer de un pasadizo significativo, son una forma de tumba de galería. La cámara funeraria suele estar situada en un extremo de un cairn rectangular o trapezoidal, mientras que un patio semicircular sin techo en la entrada permitía el acceso desde el exterior (aunque la entrada en sí estaba a menudo bloqueada), lo que da a este tipo de cairn con cámara su nombre alternativo de cairn con patio. Estas explanadas suelen estar cubiertas por grandes piedras y se cree que la zona situada delante del cairn se utilizaba para algún tipo de ritual público. Las cámaras se crearon con grandes piedras colocadas en los extremos, cubiertas con grandes piedras planas y a menudo subdivididas por tablas en pequeños compartimentos. Generalmente se consideran las más antiguas de Escocia.
Los ejemplos incluyen el cairn Holy I y cairn Holy II, cerca de Newton Stewart, un cairn en Port Charlotte, Islay, que data del 3900-4000 AC, y Monamore, o la Tumba de Meallach, Arran, que puede datar de principios del quinto milenio AC. Las excavaciones en los cairn de Mid Gleniron cerca de Cairnholy revelaron una construcción de varios períodos que arrojó luz sobre el desarrollo de esta clase de cairn con cámara.

### Orkney-Cromarty

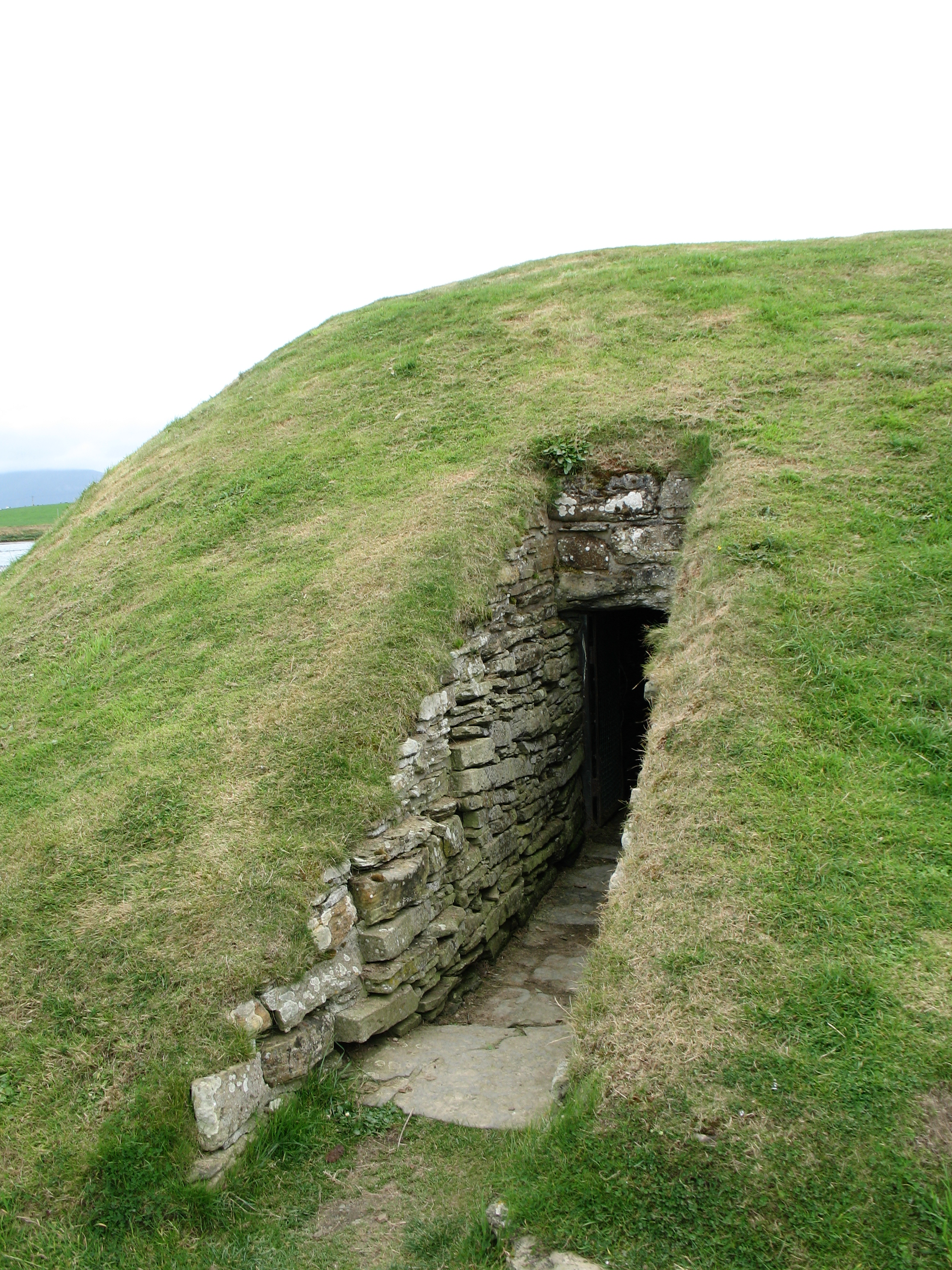
Entrada al cairn de cámaras de Unstan, Orkney

El grupo de las Orkney-Cromarty es, con mucho, el más grande y diverso. Se ha subdividido en los subtipos Yarrows, Camster y Cromarty, pero las diferencias son extremadamente sutiles. El diseño consiste en dividir las placas a cada lado de una cámara rectangular, separándola en compartimentos. El número de estos compartimentos va desde 4 en los primeros ejemplos hasta más de 24 en un ejemplo extremo en las Orcadas. La forma real del cairn varía desde simples diseños circulares hasta elaborados "patios" que sobresalen de cada extremo, creando lo que parecen pequeños anfiteatros. Es probable que sean el resultado de influencias culturales de la Europa continental, ya que son similares a los diseños encontrados en Francia y España.
Los ejemplos incluyen Midhowe en Rousay y el cairn de cámaras de Unstan en el Mainland de las Orcadas, ambos de mediados del cuarto milenio a. C. y que probablemente se utilizaron durante largos períodos de tiempo. Cuando este último fue excavado en 1884, se encontraron bienes funerarios que dieron su nombre a la cerámica de cerámica de Unstan. El cairn Blackhammer en Rousay es otro ejemplo que data del tercer milenio antes de Cristo.
Los cairns Grises de Camster en Caithness son ejemplos de este tipo en la Escocia continental. La tumba de las Águilas en South Ronaldsay es un cairn con estancias que muestra algunas similitudes con el tipo posterior de Maeshowe. Se usó durante 800 años o más y se encontraron numerosos huesos de aves aquí, predominantemente de águila marina de cola blanca.

### Maeshowe

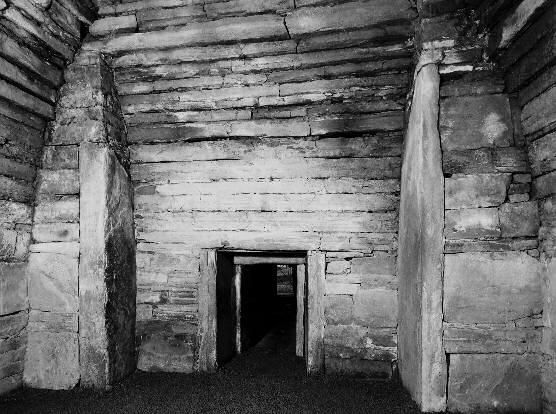
El interior de Maeshowe

El grupo Maeshowe, llamado así por el famoso monumento de las Orcadas, es uno de los más elaborados. Aparecen relativamente tarde y sólo en las Orcadas y no está claro por qué el uso de los cairns continuó en el norte cuando su construcción había cesado en gran parte en otras partes de Escocia. Consisten en una cámara central desde la que se dirigen pequeños compartimentos en los que se colocan los enterramientos. Las cámaras centrales son altas y empinadas y tienen un techo de falso arco revestido con piedra de alta calidad

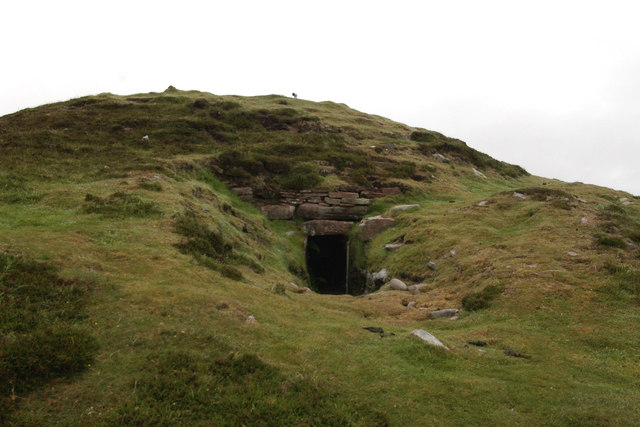
La entrada al cairn de Vinquoy el Eday

Además del propio Maeshowe, que fue construido c. 2700 a. C., hay varios otros ejemplos en Mainland, Orcadas. Estos incluyen el cairn de cámara Quanterness (3250 a. C.) en el que se encontraron los restos de 157 individuos cuando se excavaron en la década de 1970, Cuween Hill cerca de Finstown, en el que se encontraron los huesos de hombres, perros y bueyes. y el cairn de Wideford Hill, que data del 2000 a. C.
Ejemplos de otros lugares de las Orcadas son el cairn de Vinquoy, que se encuentra en un lugar elevado en el extremo norte de la isla de Eday y Quoyness en Sanday, construido alrededor del 2900 a. C. y que está rodeado por un arco de montículos de la Edad del Bronce. La cámara central del cairn Sur de Holm en Papa Westray tiene más de 20 metros de largo.

### Bookan

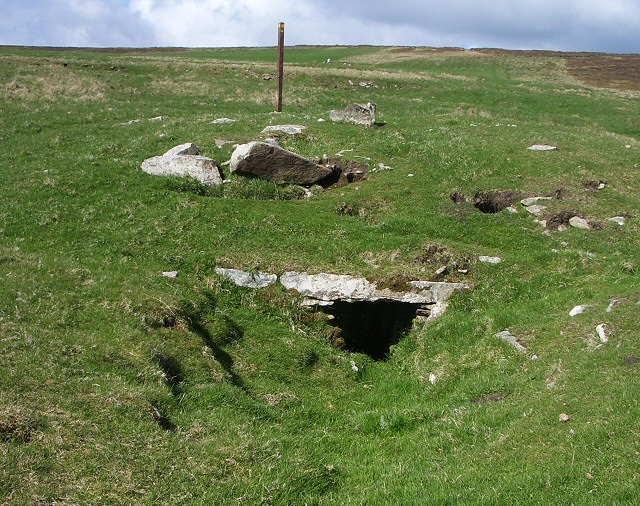
Cairn de cámara de Huntersquoy, Eday

El tipo Bookan recibe su nombre de un cairn encontrado al noroeste del Anillo de Brodgar en las Orcadas, que es ahora un montículo ovalado en ruinas, de unos 16 metros de diámetro. Las excavaciones de 1861 indicaron una cámara central rectangular rodeada por cinco cámaras más pequeñas. Debido al inusual diseño de la estructura, se presumía originalmente que era una forma primitiva. Sin embargo, interpretaciones posteriores y nuevos trabajos de excavación en 2002 sugirieron que tenían más en común con el tipo posterior de Maeshowe en lugar de los cairns con estancias de Orkney-Cromarty.
El cairn Huntersquoy en Eday es del tipo Bookan con un piso superior e inferior.

### Shetland

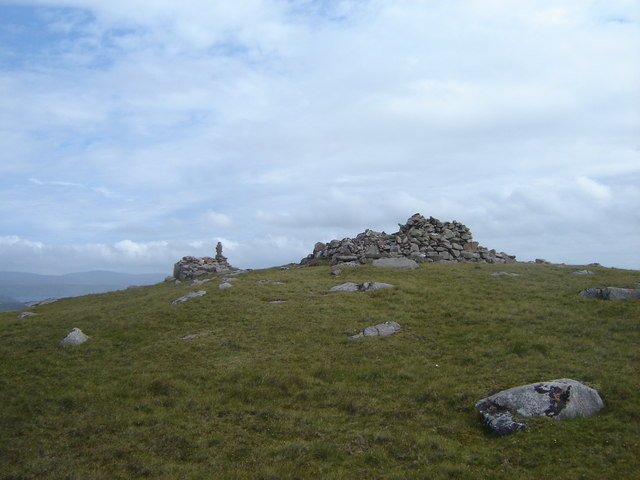
El cairn de Vementry

El grupo de Shetland o Zetland son tumbas de galería relativamente pequeñas, de contorno redondo o en forma de talón. Toda la cámara tiene forma de cruz o de trébol y no hay compartimentos individuales más pequeños. Un ejemplo se encuentra en la isla deshabitada de Vementry, en el lado norte de West Mainland, donde parece que el cairn pudo haber sido originalmente circular y su distintiva forma de talón añadida como desarrollo secundario, un proceso que se repite en otras partes de Shetland. Esto probablemente sirvió para hacer que el cairn más distintivo y la zona del patio más definida.

### Hébridas

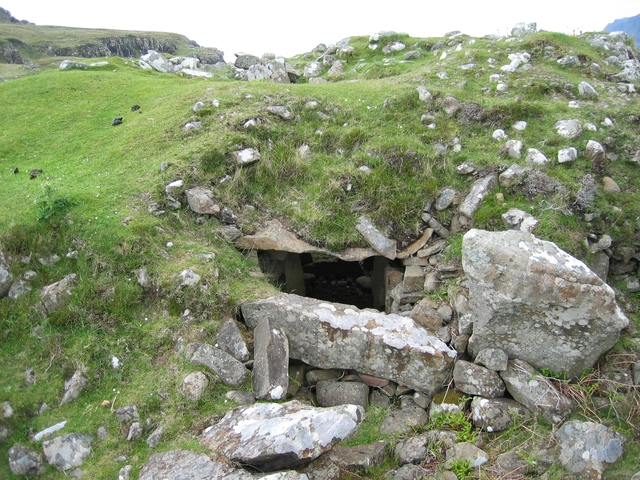
Cairn con cámara en Rubha an Dùnain

Al igual que el cairn de Shetland, el grupo de las Hébridas aparece relativamente tarde en el Neolítico. Se encuentran en gran parte en las Hébridas Exteriores, aunque aquí se encuentra una mezcla de tipos de cairn. Estas tumbas de galería suelen ser más grandes que las del tipo Shetland y son redondas o tienen embudos, aunque algunas son largos cairn, tal vez originalmente circulares pero con añadidos posteriores. A menudo tienen una cámara poligonal y un corto pasadizo a un extremo del cairn.
La península de Rubha an Dùnain en la isla de Skye es un ejemplo del segundo o tercer milenio antes de Cristo. Barpa Langass en North Uist es el cairn con cámara mejor conservado de las Hébridas.

### Bargrennan
Los cairns de cámara de Bargrennan son una clase de tumbas de corredor que se encuentran solo en el suroeste de Escocia, en el oeste de Dumfries y Galloway y en el sur de Ayrshire. Además de ser estructuralmente diferentes a los cairns de Clyde cercanos, los cairns de Bargrennan se distinguen por su ubicación y distribución; se encuentran en las tierras altas, áreas del interior de Galloway y Ayrshire. 

### Edad de Bronce

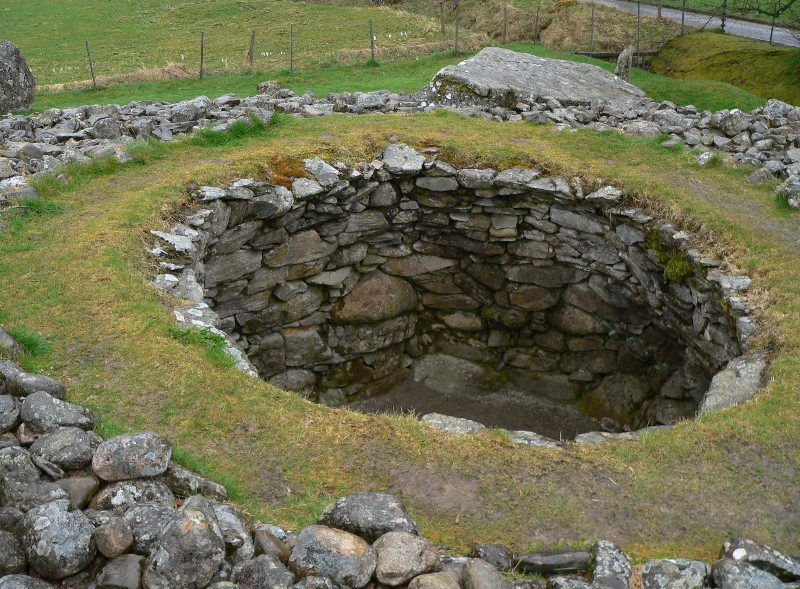
Cairn de cámara de Corrimony

Además de la creciente importancia de los enterramientos individuales, durante la Edad del Bronce, las diferencias regionales en la arquitectura en Escocia se hicieron más pronunciadas. Los cairns de Clava datan de este período, con unos 50 cairns de este tipo en el área de Inverness. El cairn con cámara de Corrimony cerca de Drumnadrochit es un ejemplo que data del 2000 a. C. o anterior. La única evidencia que sobrevivió del enterramiento fue una mancha que indicaba la presencia de un solo cuerpo.  El cairn está rodeado por un círculo de 11 piedras en pie. Los cairns de Balnuaran de Clava son de una fecha similar. El más grande de los tres es el del noreste, que fue parcialmente reconstruido en el siglo XIX y el central puede haber sido utilizado como una pira funeraria.
El cairn de Glebe en Kilmartin Glen en Argyll data del 1700 aC y tiene dos cistas de piedra dentro de una de las cuales se encontró un collar de azabache durante las excavaciones del siglo XIX. Hay numerosos sitios prehistóricos en las cercanías, incluido el cairn de Nether Largie North, que fue completamente removido y reconstruido durante las excavaciones en 1930.

## Gales

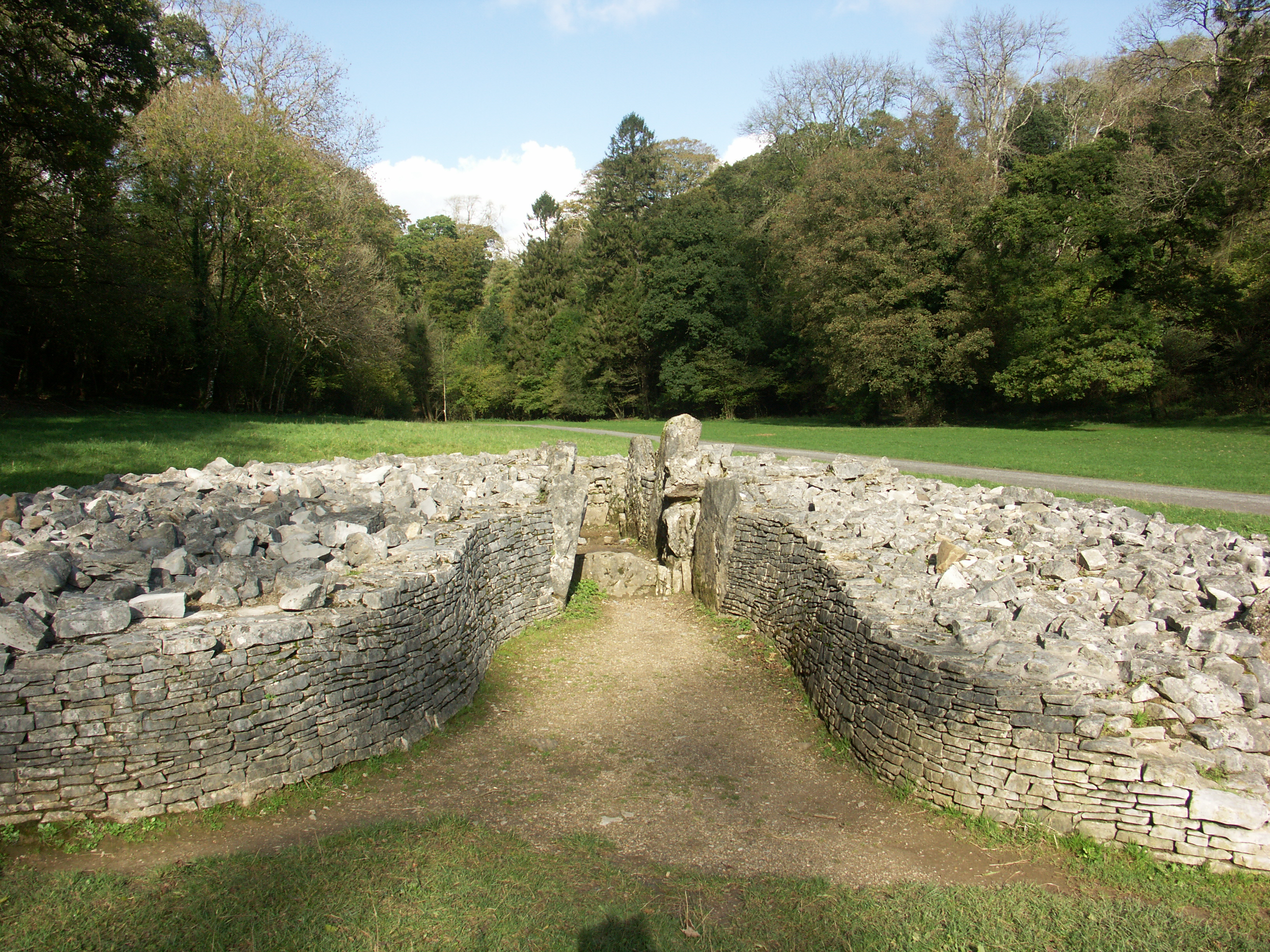
El patio del cairn alargado de Parc Cwm - desde el sureste

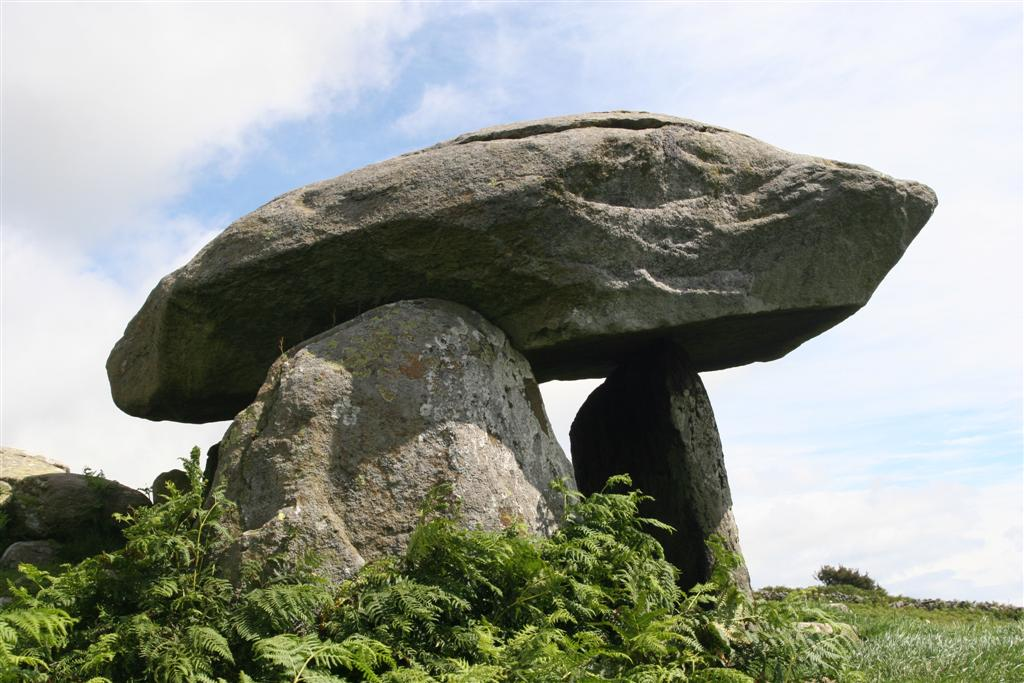
Cairn de cámara en Maen y Bardd, Conwy, Gales

### Cairnslargos con cámara
Hay 18 Monumentos Antiguos programados en la lista:
- Siambr gladdu Din Dryfol, Aberffraw
- Carnedd gellog hir Pen y Wyrlod, Talgarth
- Siambr gladdu Llety'r Filiast, Llandudno
- Siambr gladdu Bachwen, Clynnog
- Siambr gladdu Rhiw, Aberdaron
- Siambr gladdu Maen y Bardd, Caerhun
- Siambr gladdu Ystum-Cegid, Llanystumdwy
- Siambr gladdu Caer-Dynni, Cricieth
- Siambr gladdu Capel Garmon, Bro Garmon, Conwy
- Siambr gladdu Tyddyn Bleiddyn, Cefn Meiriadog
- Siambr gladdu Hendre-Waelod, Llansanffraid Glan Conwy
- Parc Cwm long cairn, Parc le Breos, Península de Gower
- Siambr gladdu Cefn Bryn, Llanilltud Gŵyr
- Siambr gladdu Dyffryn, Dyffryn Ardudwy
- Siambr gladdu Carneddau Hengwm, Dyffryn Ardudwy
- Siambr gladdu Cors-y-Gedol, Dyffryn Ardudwy
- Siambr gladdu Tan-y-Coed, Llandrillo
- Siambr gladdu Gorllewin Bron-y-Foel, Dyffryn Ardudwy[55]

### Cairnsredondos con cámara
- Siambr gladdu Bryn yr Hen Bobl, Llanddaniel Fab, Môn
- Siambr gladdu Gelli, Llanfair-ar-y-bryn, Sir Gaerfyrddin
- Siambr gladdu Cefnamwlch, Tudweiliog, Gwynedd
- Siambr galddu Afon y Dolau Gwynion, en  Llyn Llanwddyn, Llanwddyn, Powys